# Виктор Амадей (Хесен-Ротенбург)
Виктор Амадей фон Хесен-Ротенбург (на немски: Viktor Amadeus von Hessen-Rotenburg; * 2 септември 1779, Ротенбург; † 12 ноември 1834, дворец Цембовиц, Олесненски окръг, Полша) е последният ландграф на Хесен-Ротенбург (1812 – 1834), от 1815 г. княз на Корвей и от 1821 г. херцог на Ратибор.

## Биография
Той е син на ландграф Карл Емануел фон Хесен-Ротенбург (1746 – 1812) и съпругата му принцеса Мария Леополдина Аделгунда фон Лихтенщайн (1754 – 1823), дъщеря на княз Франц Йозеф I фон Лихтенщайн (1726 – 1781) и графиня Мария Леополдина фон Щернберг (1733 – 1809). Внук е на ландграф Константин фон Хесен-Ротенбург (1716 – 1778) и Мария Ева София фон Щархемберг (1722 – 1773). Сестра му Мария Аделхайд Клотилда (1787 – 1869) се омъжва на 9 септември 1811 г. във Вилдек за княз Карл Август фон Хоенлое-Бартенщайн (1788 – 1844).
Виктор Амадей фон Хесен-Ротенбург умира бездетен на 12 ноември 1834 г. в дворец Цембовиц и е погребан в дворец Рауден. През 1834 г. Хесен-Ротенбург след 200 години попада обратно към Хесен-Касел.

## Фамилия
Първи брак: на 20 октомври 1799 в Прага с принцеса Леополдина фон Фюрстенберг-Щюлинген (* 10 април 1781; † 7 юни 1806, Прага), дъщеря на Филип Нериус Мария фон Фюрстенберг (1755 – 1790) и Йозефа Йохана Бенедикта фон Фюрстенберг (1756 – 1809). Те нямат деца.
Втори брак: на 10 септември 1812 г. в Лангенбург с принцеса Елиза Елеонора Шарлота фон Хоенлое-Лангенбург (* 22 ноември 1790, Лангенбург; † 6 октомври 1830, Холич, Унгария), дъщеря на княз Карл Лудвиг фон Хоенлое-Лангенбург (1762 – 1825) и графиня Амалия Хенриета Шарлота фон Золмс-Барут (1768 – 1847). Тя ражда мъртва дъщеря.
Трети брак: на 19 ноември 1831 г. в Герлахсхайм ан дер Таубер за алтграфиня Елеонора Мария Валбургис фон Салм-Райфершайт-Краутхайм и Герлахсхайм (* 13 юли 1799, Клайнхойбах; † 10 ноември 1851, Райц до Брюн), дъщеря на княз Франц Вилхелм фон Залм-Райфершайт-Краутхайм (1772 – 1831) и принцеса Франциска фон Хоенлое-Бартенщайн (1770 – 1812), дъщеря на княз Лудвиг Карл Франц Леополд фон Хоенлое-Валденбург-Бартенщайн (1731 – 1799). Бракът е бездетен.